# اینتلیجی آیدیا
اینتلیجِی آیدیا یک محیط توسعه یکپارچه (آی دی ای) برای توسعه نرم‌افزارهای رایانه ای است که زبان جاوا نوشته شده و توسط جت برینز (که قبلاً با نام اینتلیجی شناخته می‌شد) توسعه یافته‌است. این برنامه به عنوان نسخه جامع مجوز Apache 2 و در یک نسخه تجاری اختصاصی در دسترس است. از هر دو می‌توان برای توسعه تجاری استفاده کرد.

## تاریخچه
اولین نسخه اینتلیجی آیدیا در ژانویه سال ۲۰۰۱ منتشر شد و یکی از اولین جاوا آی دی ای‌های در دسترس با قابلیت هدایت کد پیشرفته و تبدیل مجدد کد بود.
در گزارش اطلاعات جهان در سال ۲۰۱۰، اینتلیجی بالاترین امتیاز مرکز آزمون را از بین چهار ابزار برتر برنامه‌نویسی جاوا دریافت کرد: اکلیپس، اینتلیجی آیدیا، نت بینز و جی دی دولوپر.
در دسامبر ۲۰۱۴، گوگل نسخه ۱٫۰ اندروید استودیو که یک منبع باز آی دی ای برای برنامه‌های اندروید است را به عنوان نسخه جامع منبع باز اینتلیجی آیدیا اعلام کرد. محیط‌های توسعه دیگر بر اساس چارچوب با اینتلیجی شامل AppCode، CLion، DataGrip، GoLand، PhpStorm، PyCharm، سوار، RubyMine، WebStorm، و MPS.

## نیازهای سیستم
|                 | پنجره‌ها                                                                                                  | سیستم عامل مک                                                                                            | لینوکس                                                                                                   |
| --------------- | --- | --- | --- |
| نسخه سیستم عامل | مایکروسافت ویندوز ۶۴ بیتی نسخهٔ هشت یا بالاتر                                                             | مک او اس ۱۰٫۱۳ یا بالاتر                                                                                 | هر توزیع لینوکسی که از Gnome، کی دی ای یا یونیتی دی ای پشتیبانی کند                                      |
| رم              | حداقل ۲ گیگابایت رم، رم ۸ گیگابایتی توصیه می‌شود                                                          | حداقل ۲ گیگابایت رم، رم ۸ گیگابایتی توصیه می‌شود                                                          | حداقل ۲ گیگابایت رم، رم ۸ گیگابایتی توصیه می‌شود                                                          |
| فضای دیسک       | ۲٫۵ گیگابایت و ۱ گیگابایت حافظه کوچک برای حافظه نهان، حالت جامد و حداقل ۵ گیگابایت فضای خالی توصیه می‌شود | ۲٫۵ گیگابایت و ۱ گیگابایت حافظه کوچک برای حافظه نهان، حالت جامد و حداقل ۵ گیگابایت فضای خالی توصیه می‌شود | ۲٫۵ گیگابایت و ۱ گیگابایت حافظه کوچک برای حافظه نهان، حالت جامد و حداقل ۵ گیگابایت فضای خالی توصیه می‌شود |
| نسخه JDK        | اضافه کردن پشتیبانی از جاوا ۱۴                                                                           | اضافه کردن پشتیبانی از جاوا ۱۴                                                                           | اضافه کردن پشتیبانی از جاوا ۱۴                                                                           |
| نسخه JRE        | JRE ۱۱ همراه است.                                                                                        | JRE ۱۱ همراه است.                                                                                        | JRE ۱۱ همراه است.                                                                                        |
| وضوح صفحه       | حداقل وضوح صفحه نمایش: 768 screen 1024 ۱۰۸۰ × ۱۹۲۰ وضوح صفحه توصیه شده‌است.                               | حداقل وضوح صفحه نمایش: 768 screen 1024 ۱۰۸۰ × ۱۹۲۰ وضوح صفحه توصیه شده‌است.                               | حداقل وضوح صفحه نمایش: 768 screen 1024 ۱۰۸۰ × ۱۹۲۰ وضوح صفحه توصیه شده‌است.                               |

## امکانات

### کدگذاری کمکی
آی دی ای ویژگی‌های خاصی مانند تکمیل کد با تجزیه و تحلیل محتوا، پیمایش کد که اجازه می‌دهد به‌طور مستقیم به یک کلاس یا اعلامیه کد وارد شوید ، بازسازی مجدد کد، رفع اشکال کد، پر کردن و گزینه‌هایی برای رفع ناسازگاری از طریق پیشنهادها را فراهم می‌کند.

### ساخته شده در ابزار و یکپارچه سازی
محیط برنامه‌نویسی آی دی ای امکان ادغام با ساخت / بسته‌بندی ابزار مانند گرانت ، بور(bower)، گردل(gradle) و اس بی تی(SBT) را فراهم می‌کند. از سیستم‌های کنترل نسخه مانند پرفورس(Perforce), Git، Mercurial، و SVN پشتیبانی می‌کند. به پایگاه داده‌هایی مانند Microsoft SQL Server، اوراکل(Oracle)، PostgreSQL، SQLite و MySQL می‌توان مستقیماً از آی دی ای در نسخه Ultimate از طریق نسخه تعبیه شده دیتا گریپ دسترسی پیدا کرد.

### اکوسیستم پلاگین
اینتلیجی از افزونه‌هایی پشتیبانی می‌کند که از طریق آنها می‌توان قابلیت‌های اضافی را به آی دی ای اضافه کرد. پلاگین‌ها را می‌توان از طریق وب سایت مخزن افزونه اینتلیجی یا از طریق ویژگی جستجو و نصب افزونه داخلی آی دی ای بارگیری و نصب کرد. هر نسخه مخازن افزونه جداگانه دارد که از سال ۲۰۱۹ هر دو نسخه Community و Ultimate بیش از ۳۰۰۰ افزونه دارند.